# 다니엘라 한투호바
다니엘라 한투호바(슬로바키아어: Daniela Hantuchová, IPA: [ˈdanɪjɛla ˈɦantuxɔvaː]; 1983년 4월 23일 ~ )는 슬로바키아의 여자 프로 테니스 선수이다.
1999년 프로로 데뷔한 한투호바는 2003년에는 세계 랭킹 10위권에 진입하기도 했다. 현재 래리 파소스(Larry Passos)가 그녀의 코치를 맡고 있다. 전설적인 전 세계 랭킹 1위 선수인 마르티나 나브라틸로바가 그녀의 멘토로 알려져 있으며, 두 사람은 2005년에 복식 대회에 함께 출전하기도 했다.

## 성장과정 및 근황
한투호바는 체코슬로바키아(현재의 슬로바키아) 포프라트에서 컴퓨터 엔지니어인 아버지 이고르(Igor)와 독물학자인 어머니 마리아나(Marianna) 사이에서 태어났다. 그녀의 부모는 2003년 이혼했는데, 그때 이후로 한투호바의 성적도 저조해졌다. 그 해 윔블던에서 그녀는 세계 랭킹 81위의 선수에게 패하기도 했다. 이 시기에 그녀는 거식증 증상까지 보여 극심한 체중 감소를 겪었다. 그러나 그녀는 이러한 사실을 극구 부인했었다.
한투호바는 3개국어(슬로바키아어, 영어, 독일어)를 구사할 줄 알며, 클래식 피아노를 배웠다. 완벽주의자로 알려진 그녀는 훈련에 있어서도 스스로에게 매우 엄격하다고 한다. 그녀는 슬로바키아에서 대학 입학 허가를 받았지만 테니스에 전념하기 위해 진학을 포기했다.
2009년 그녀는 스포츠 일러스트레이티드 수영복 특집호에서 마리아 키릴렌코, 타티아나 골로방과 함께 '인형들의 발리'(Volley of the Dolls)라는 제목의 화보를 촬영하기도 했다.